# Ирод Агриппа I
Агри́ппа I (10 до н. э. — 44) — царь Иудеи с 37 по 44 год н. э., сын Аристобула и внук Ирода Великого.

## Биография
Агриппа Первый родился в 10 году до н. э. и воспитывался в Риме вместе с сыном императора Тиберия Друзом. Внук Ирода Великого. 
Ироды были династией, правившей Иудеей. По происхождению они были идумеями, или эдомитянами. Идумеи считались иудеями, потому что примерно в 125 году до н. э. их заставили делать обрезание. 
Он завёл дружбу с разными членами императорской семьи. Одним из них был Гай, более известный как Калигула, который стал императором в 37 году н. э. Вскоре тот провозгласил Агриппу царем Итуреи, Трахонитской области и Авилинеи. Позднее Калигула присоединил к владениям Агриппы Галилею и Перею.
Агриппа находился в Риме, когда в 41 году н. э. Калигула был убит. По некоторым сообщениям, Агриппа играл не последнюю роль в том, чтобы урегулировать последовавший за этим кризис. Он принимал непосредственное участие в переговорах между римским сенатом и Клавдием, ещё одним его влиятельным другом. В итоге Клавдия провозгласили императором, и так удалось предотвратить гражданскую войну. Чтобы отблагодарить Агриппу за его посредничество, Клавдий расширил его царские владения, даровав ему Иудею и Самарию, которые находились в подчинении римских прокураторов с 6 года н. э. Так Агриппа стал править такой же по размеру территорией, что и Ирод Великий. Столицей царства Агриппы был Иерусалим, где он снискал благосклонность религиозных руководителей. Говорят, он тщательно соблюдал иудейский закон и традиции, например ежедневно приносил в храме жертвы, читал народу Закон и исполнял «роль ревностного защитника иудейской веры». Но все его утверждения, что он служит Богу, были напрасны, потому что он устраивал гладиаторские бои и языческие представления в театре. По мнению некоторых, Агриппа был «коварным, легкомысленным, расточительным».
Сначала Агриппа перенёс разные превратности. Привыкший к расточительной жизни, он растратил состояние, доставшееся ему от матери, и был вынужден после смерти своего приятеля Друза (в 23 г.) вернуться в Иудею, разделённую тогда на несколько княжеств под правлением потомков Ирода в качестве римских ставленников, и принять у дяди своего Антипы, князя галилейского, подчинённую должность. Но он на этом посту долго не удержался. Впавши в неоплатные долги (он одной римской казне был должен 40000 динарий, за что чуть не попал в долговую башню), он решился вернуться в Рим, чтобы снова испытать там счастье.
Сначала счастье ему не улыбалось. По причине одного неосторожного отзыва о Тиберии он был брошен в темницу, где оставался до смерти Тиберия, но с восшествием на престол Гая Калигулы (37 г н. э.) звезда его засияла. Калигула не только возвратил ему свободу, но и осыпал милостями. Он возвратил ему царский сан и корону, наделил его бывшими владениями тетрарха Филиппа, Батанеей и Трахонеей, к которым впоследствии прибавил ещё земли изгнанного в 39 году Ирода Антипы Галилею и Перею, а преемник Калигулы, император Клавдий, возвратил ему также собственную Иудею и Самарию, так что при Агриппе Иудея была снова объединена и достигла прежнего своего размера.
Агриппа, став царём всей Иудеи, решил завоевать популярность у фарисеев и стал исполнять все предписания иудаизма, за что и превозносится в Талмуде (Ктубот 17а; Мишна Сота, гл. 7, § 8).
Но Агриппа царствовал недолго. В 44 году н. э. он на пиру в Кесарии внезапно заболел и умер 54 лет от роду.

## Упоминания в Библии
Агриппа I упоминается в Деяниях Апостолов. Он есть тот царь Ирод, который казнил апостола Иакова и заточил в темницу св. Петра. Впоследствии Ирод Агриппа был наказан за непочтение к Богу (фактически, позволение самообожествления):
 (Деян. 12:21—23).